# 2015年3月6日广州火车站暴力袭击事件
2015年3月6日上午8时18分许，广州火车站再次发生一起持刀砍伤群众事件。有两名犯罪嫌疑人在广州火车站的站外广场持刀追砍群众，正在现场的执勤民警立即鸣枪示警，示警无效后立即果断处置，当场击毙一名嫌疑人，抓获一名嫌疑人，并将9名伤者送往医院救治。目前，该起事件还在进一步处置中。警方表示，对于一切危害群众生命安全的违法犯罪行为，警方将予以严厉打击。事后确定伤者13人，嫌疑人疑为维吾尔族。警方共开8枪制止，击毙1人，另1人被捕。
2月27日凌晨，一艘載有17至18人的偷渡船从珠海去澳门，因超載和風浪過大沉沒，該船屬於一個專門組織維族人偷渡的集團。警察前去捞人，拘捕偷渡客二女四男，懷疑兩名偷渡客、兩名蛇頭上岸逃跑，七、八人下落不明。沉船後兩天，警方逮捕了41歲的中山男子梁錦生、45歲的維族男子吾買爾．買合木提兩名蛇頭，另有九名嫌犯。該集團2月18日、24日兩次共將六名新疆人偷渡到澳門，還有一些維族人在廣州、佛山、中山、湛江等地等待該集團偷渡澳门，再經東南亞加入伊斯蘭國(ISIS)，由於偷渡船沉沒，迫使他們被迫滯留。珠海公安循此線索，3月5日晚10時在廣州市白雲區犀牛角村美麗城公寓圍捕偷渡者。兩名女偷渡者持刀拒捕被擊斃。警察又发现五名婦女及11名未成年人，凌晨将他们带走。次日早晨，發生廣州火車站斬人事件，行兇的兩名男子，可能是被擊斃女子的丈夫等人。有消息指當局封鎖現場逾四小時，大量公安持衝鋒鎗戒備，圍剿當地40名新疆人。两名袭击者，据信是从警方的围剿中逃脱的。